# 11305 Ahlqvist
11305 Ahlqvist este un asteroid din centura principală de asteroizi.

## Descriere
11305 Ahlqvist este un asteroid din centura principală de asteroizi. A fost descoperit pe 17 martie 1993 la Observatorul La Silla în cadrul programului UESAC. Asteroidul prezintă o orbită caracterizată de o semiaxă mare de 2,31 ua, o excentricitate de 0,09 și o înclinație de 3,4° în raport cu ecliptica.